# Vševidoucí brýle
Vševidoucí brýle (v anglickém originále Specs and the City) jsou 11. díl 25. řady (celkem 541.) amerického animovaného seriálu Simpsonovi. Scénář napsal Brian Kelley a díl režíroval Lance Kramer. V USA měl premiéru dne 26. ledna 2014 na stanici Fox Broadcasting Company a v Česku byl poprvé vysílán 5. června 2014 na stanici Prima Cool.

## Děj
Jsou Vánoce a pan Burns má zaměstnancům Springfieldské jaderné elektrárny rozdávat firemní vánoční dárky. Každý dostane Oogle brýle, zařízení, které se nosí jako normální brýle, ale sledují vše okolo. Původně je Burnsův asistent Waylon Smithers znepokojen jeho štědrostí, ale později mu Burns ukáže, že každé brýle mají na sobě skrytou kameru.
Zanedlouho je 12. února, dva dny před dnem svatého Valentýna, a děti dostanou za úkol dát každému ve třídě valentýnské přání. Bart nechce dát valentýnku Nelsonovi, ale později ho video přesvědčí, aby změnil názor, ale vybere starou a nepěknou.
Mezitím si Homer užívá svých brýlí a Marge se to nelíbí. Proto se Homer rozhodne se brýlí vzdát a náhodně vybrat, komu budou patřit. Má je dostat Maggie, ale vezme si je Marge.
Následující den ve škole si Nelson vybírá valentýnky od svých spolužáků, ale Bart se rozhodne, že mu ji nedá, a na místě ji roztrhá. Nelson se rozzlobí a řekne, že má týden na to, aby mu vyrobil tu nejlepší valentýnku, jakou kdo dostal. 
Homer přijde do práce, ale když zjistí, že je jediný, kdo brýle nemá (daroval je Marge), požádá pana Burnse v jeho kanceláři o další. Ten ale v kanceláři není a Homer objeví obrazovku, na které pan Burns své zaměstnance sleduje pomocí skryté kamery na brýlích. Homera zaujme se dívat na to, co vidí ostatní, ale řekne si, že by neměl sledovat i Marge, a proto se rozhodne odejít. Když ale zaslechne, že doma mají zmrzlinu, ačkoliv mu Marge tvrdila, že žádnou nemají, pokračuje ve sledování, aby zjistil, co dalšího před ním Marge skrývá. Za chvíli k němu do kanceláře přijde pan Burns, ale když Homer zařne „Ááá, pan Burns!“, Burns si myslí, že Homer je pan Burns, a z kanceláře se vytratí.
Zatímco Bart s Milhousem vymýšlejí valentýnku pro Nelsona, Homer pokračuje ve sledování kamer a zjistí, že Marge chodí k psychologovi. Odpoledne jde Homer do hospody U Vočka, kde se Vočkovi svěří s tím, co dělal. Jelikož se Homer chce nějakým způsobem přiznat, ale ne přímo, Vočka napadne, aby se objednal ke stejnému psychologovi hned po Marge, aby se s ní „náhodou“ potkal v čekárně.
Později Bart donese Nelsonovi valentýnku s nápisem „I fear you“ (v překladu „Bojím se tě“), což se po tom, co mu Bart vysvětlí význam valentýnek, zalíbí.
Když Homer dorazí k psychologovi, potká se v čekárně s Marge, ale ta si ho nevšimne. Homerovi dojde, že jsou sezení u psychologa pro Marge důležitá, a nic neřekne.

## Oogle brýle
Oogle brýle jsou fiktivní chytré brýle, které uživateli umožňují zjistit všechny informace o objektu. Rovněž je s jejich pomocí možné například surfovat po internetu nebo hrát hry. Mají v sobě také zabudovanou skrytou kameru; tyto kamery zneužívá pan Burns. Jedná se o vylepšenou fiktivní verzi existujícího zařízení Google Glass od Googlu. Brýle se v seriálu Simpsonovi vyskytují pouze v dílu Vševidoucí brýle.

## Gaučový gag
Gaučový gag v této epizodě obsahuje ident, který si v roce 2006 objednala britská televizní stanice Channel 4 (ačkoli poprvé byl odvysílán v červenci 2007), aby jej použila před vysíláním epizod Simpsonových. Autoři přidali zcela nové části, aby gag tematizovali pro Super Bowl, který se vysílal v době, kdy se vysílala tato epizoda. V původním identu Homer položí své balení piva Duff na houpací síť na zahradě Simpsonových. Když se posadí, nechtěně vystřelí balení do nebe a to se zachytí o elektrické vedení visící nad zahradou. Když se Homerovi podaří dostat se k plechovkám s pivem a vyšplhat se na rodinný strom na zahradě, je zasažen elektrickým proudem, který nyní proudí skrz balík piva. Je neustále vystaven šoku, zatímco se kamera přesouvá na Springfield z ptačí perspektivy. Pokaždé, když je Homer zasažen šokem, ztratí některá oblast proud, z něhož se pomalu začíná rýsovat tvar loga Channel 4. V aktualizované verzi gaučového gagu se Homer posadí, aby sledoval Super Bowl, a zjistí, že ztratil své balení Duffu. Zjistí, že ho Bart hodil na nadzemní elektrické vedení na rodinné zahradě, a když ho Homer získá zpět, je šokován. Šok ho provází i nadále, zatímco se kamera přesouvá na pohled na Springfield z ptačí perspektivy, dokud ve městě nevypadne proud (logo Channel 4 je patrné, ale výpadky proudu byly změněny, takže není tak zřejmé).

## Přijetí
Epizoda získala rating 1,7 a sledovalo ji celkem 3,87 milionu diváků, což z ní činí druhý nejsledovanější pořad bloku Animation Domination v ten večer.
Dennis Perkins z The A.V. Clubu udělil epizodě hodnocení C a charakterizoval ji jako „nijakou“ a zapomenutelnou.
Patrick D. Gaertner ze serveru Puzzled Pagan napsal: „Myslím, že to byla docela dobrá epizoda, až do konce. Líbí se mi myšlenka, že Homer dostane něco jako Google Glass a pak se stane příliš závislým, dává to velký smysl. Taky se mi moc líbí, že se jich vzdá a Marge zjistí, že si jich opravdu váží. Dokonce si myslím, že nápad, že Homer špehuje Marge a zjistí, že je na terapii, měl potenciál. Ale kde to u mě ztrácí, je Homerovo příšerné rozhodnutí ji ponížit a požadovat, aby na terapii nechodila. A aby toho nebylo málo, i když se Homer poučí, vlastně se za to nikdy nelituje. Prostě si to nechá pro sebe a má ze sebe lepší pocit, přičemž si nikdy nepřizná, že udělal něco hrozného. Představa, že Homer má z terapie hrůzu a že si Marge nezaslouží, aby se cítila lépe, dokud si neuvědomí, že mu to prospívá, je opravdu mizerná a od vztahu Homera a Marge jsem to opravdu nečekal.“.